# Diamond Princess
Diamond Princess es un crucero británico de la clase Grand propiedad de Princess Cruises. Comenzó a operar en marzo de 2004 y principalmente realiza cruceros en Asia durante el verano boreal y Australia durante el verano austral. Es una nave subclase Grand-class, que también se conoce como una nave Gem-class. Diamond Princess y su nave hermana, Sapphire Princess, son la subclase más amplia de naves de Grand-class, ya que tienen una manga de 37.5 m (123 pies) mientras que todas las demás naves Grand-class tienen una manga de 36 m (118 pies). Diamond Princess y Sapphire Princess fueron construidos en Nagasaki, Japón por Mitsubishi Heavy Industries.
En febrero de 2020, 3711 pasajeros y tripulantes fueron puestos en cuarentena por el Ministerio de Salud, Trabajo y Bienestar de Japón, por un brote de COVID-19 en el barco. Se informó que los pasajeros con casos confirmados fueron llevados a tierra firme para recibir tratamiento. A mediados de febrero, 542 personas (más del 14% de los pasajeros y tripulantes en cuarentena) habían dado positivo al virus, y dos pasajeros habían muerto por la infección.

## Construcción
El barco originalmente fue bautizado como Sapphire Princess. Sin embargo, la construcción del barco originalmente destinado a llamarse Diamond Princess (actualmente navegando como Sapphire Princess) se retrasó cuando un incendio arrasó sus cubiertas durante la construcción. Debido a que la finalización de la nave dañada se retrasaría por un tiempo, su nave hermana, que también estaba en construcción, pasó a llamarse Diamond Princess. El cambio de nombre ayudó a mantener la fecha de entrega del Diamond Princess a tiempo. Fue el primer barco de Princess Cruises que se construyó en un astillero japonés y carece del "ala" o "alerón" en la parte trasera que se puede ver en otros barcos como el Caribbean Princess, Star Princess, o el Crown Princess.

## Maquinaria
La planta diésel-eléctrica del Diamond Princess cuenta con cuatro generadores diesel y un generador de turbina de gas. Los generadores diesel son motores de riel común de la serie 46 de Wärtsilä, dos configuraciones rectas de 9 cilindros (9L46) y dos configuraciones rectas de 8 cilindros (8L46). Los motores de 8 y 9 cilindros pueden producir aproximadamente 8,500 kW (11,400 hp) y 9,500 kW (12,700 hp) de potencia respectivamente. Estos motores se alimentan con fuelóleo pesado (HFO o búnker c) y gasóleo marino (MGO) según las normativas locales en materia de emisiones, ya que MGO produce emisiones mucho más bajas pero es mucho más costosa. El generador de turbina de gas es un General Electric LM2500, que produce un pico de 25,000 kW (34,000 hp) de energía alimentada por MGO. Este generador es mucho más costoso de operar que los generadores diesel y se usa principalmente en áreas, como Alaska, donde las regulaciones de emisiones son estrictas. También se usa cuando se requiere alta velocidad para llegar a un puerto en un período de tiempo más corto. Hay dos motores eléctricos de propulsión que impulsan hélices de paso fijo y seis propulsores utilizados durante las maniobras; tres proa y tres popa. Los motores eléctricos de propulsión (PEM) son motores síncronos convencionales fabricados por Alstom Motors. Los dos motores tienen una potencia nominal de 20 MW y tienen una velocidad máxima de 154 rpm. (Velocidad nominal de 0-145 rpm.)
En junio de 2017, se actualizó con un sistema de lubricación de aire del casco para reducir el consumo de combustible y las emisiones de CO2 relacionadas.

## Zonas de crucero
Antes de 2014, alternaba viajes al norte y al sur de los cruceros de glaciares durante los meses de verano del norte y en el verano del sur, por Hawái y Alaska. Tiempo después, navegó desde Australia y Nueva Zelanda. A partir de 2014, realizó cruceros desde Yokohama a Tokio o Kobe en la temporada de verano del norte. Para la temporada 2016-17, navegó cruceros de ida y vuelta en los meses de invierno del norte desde Singapur. Kota Kinabalu se agregó como parte de su destino junto con el puerto vietnamita de Nha Trang en diciembre de 2016. Ella reanudó su viaje desde Sídney para la temporada 2017-18.
Después de los cruceros por Australia y Nueva Zelanda en 2018, fue reubicado en el sudeste asiático durante la mayor parte de 2018, variando entre Japón, Corea del Sur, Singapur, Vietnam, Taiwán y Malasia.  Se prevé que permanezca en el sudeste asiático (predominantemente en aguas japonesas) hasta principios de 2021.

## Caso de coronavirus en el crucero
El 4 de febrero de 2020, el barco estaba en aguas japonesas cuando 10 pasajeros fueron diagnosticados con un nuevo coronavirus (COVID-19) durante el brote de coronavirus de Wuhan 2019-20. El Ministerio de Salud, Trabajo y Bienestar de Japón puso en cuarentena a un total de 3.700 pasajeros y tripulación durante un período de 14 días frente al puerto de Yokohama.
El 6 de febrero, se identificaron 10 casos. El 7 de febrero, el número total de personas a bordo con infecciones confirmadas por coronavirus aumentó a 62. Otros 2 casos fueron detectados el 8 de febrero, con un total de 64. Se detectaron seis casos el 9 de febrero, mientras que otros 66 se detectaron el 10 de febrero, con un total de 136. El 18 de febrero el número total de infectados a bordo ascendía a 544.
El 25 de febrero, el ministerio de salud de Japón anunció que cinco pasajeros habían muerto después de contraer el virus.
A partir del 27 de febrero de 2020, 705 pasajeros dieron positivo del COVID-19. Diez pasajeros que dieron positivo para COVID-19 consiguieron recuperarse.
El 16 de marzo de 2020, al menos 712 de los 3.711 pasajeros y tripulantes habían dado positivo por el virus. A partir del 24 de marzo, 10 de los que estaban a bordo murieron a causa de la enfermedad.